# Joanna Helander
Joanna Koszyk Helander, född Koszyk 15 januari 1948 i Ruda Śląska i Polen, är en svensk fotograf, dokumentärfilmare, författare och översättare. Hon är bland annat känd för att dokumentera livet i Folkrepubliken Polen under framför allt 1970- och 1980-talet.

## Biografi

### Bakgrund, flytt till Sverige
Joanna Helander föddes som dotter till Emilia de domo Hajduga och Gerard Koszyk. Familjen har polsk-tysk-schlesisk-judiska rötter.
Hon studerade vid universitetet i Kraków, men dömdes 1968 till tio månaders fängelse efter sitt deltagande i studentprotester mot invasionen i Tjeckoslovakien. Efter frigivningen utvandrade hon 1971 till Sverige, sedan att hon året före gift sig med svenske Björn Helander (född 1942) och antagit hans efternamn (även om hon undantagsvis senare använt namnet Koszyk-Helander). 1971 flyttade hon till Sverige, där hon utbildade sig till fotograf. Paret Helander skilde sig 1982.
Från och med 1976 började hon besöka Polen igen, för att fotografera och skildra det "kommunistiska samhället". Resultatet blev bland annat böckerna Kobieta – en bok om kvinnor i Polen och Gerard K – breven från Polen (med brev från och till hennes far). Den senare boken fick mycket uppmärksamhet för sin "historiska intimism" till en turbulent tid i Polens historia.
Bland kända kulturpersonligheter som hon fotograferat finns Wisława Szymborska, Czesław Miłosz, Ryszard Krynicki, Andrzej Wajda och Václav Havel. Hon har också regisserat ett flertal kortfilmer, stillbildsfilmer och långfilmsdokumentärer, bland annat med vardagsliv och kvinnors vardag som tema.

### Film- och fotoprojekt
Tillsammans med regissören Bo Persson grundade hon 1986 det oberoende produktionsbolaget Kino Koszyk. Bland deras mest kända filmer finns långfilmsdokumentären Teater Åttonde dagen, (1992) där hon och Persson följde medlemmarna i teatergruppen Teatr Osmega Dnia ('Teater Åttonde Dagen') och förändringarna i deras liv parallellt med Polens omvandling som land. I Återkomster (1994) försökte hon bringa klarhet i vad som hänt hennes judiska släktingar i samband med Förintelsen.
2016 premiärvisades Helanders och Perssons Watching the Moon at Night, en dokumentärfilm om terrorism och antisemitism som producerades av Kino Koszyk med stöd av Svenska filminstitutet, Film i väst och SVT. Filmen visades dock aldrig på SVT, efter en kontrovers mellan producent och beställare. Den har dock visats på ett antal internationella filmfestivaler samt på Forum för levande historia.
Joanna Helander bor och arbetar numera omväxlande i Göteborg och Kraków. 2017 medverkade hon i Wygnani do raju - Szwedzki Azyl, Krystyna Naszkowskas polska bok om de polsk-judiska emigranterna till Sverige efter händelserna i Polen 1968. I Kraków medverkade hon 2019 i samlingsutställningen Photobloc – Central Europe in Photo Books. Samma år utgavs fotoboken An Unknown Station, författad tillsammans med Arkadiusz Gola i samband med en fotoutställning på stadsbiblioteket i Ruda Śląska.

### Stil och andra aktiviteter
Helander har jämfört sina fotografier från Polen respektive Sverige med att de svenska "är ljusare, i bägge betydelserna". Hennes stil har beskrivits som "poetisk".
| ” | Jag arbetar med negativ film och helst med svartvita bilder, med tanke på hållbarheten för framtiden. Men jag har fallit för den digitala frestelsen vad gäller färgbilderna. Visserligen fotograferar jag med diafilm, men jag kopierar digitalt för de möjligheter som det ger. | „ |

På senare år har hon även arbetat som översättare av polsk litteratur till svenska. Detta inkluderar verk av bland andra Stanisław Barańczak, Teresa Torańska, Aldona Jawłowska och Tadeusz Nyczek.

## Priser och utmärkelser
År 1983 mottog hon tidskriften Aktuell Fotografis pris för Årets fotograf. 1994 fick hennes och Bo Perssons film Återkomster juryns hederspris på filmfestivalen i Karlovy Vary.
År 2001 mottog hon polska utrikesministeriets hedersdiplom. År 2012 tilldelades hon "Frihets- och Solidaritetsmedaljen" av landets president Bronisław Komorowski för sina insatser i demokratiseringen av Polen.
Boken Rozmowy från 2014 innehåller intervjuer med bland andra Helander och nobelpristagarna Czesław Miłosz och Joseph Brodsky.
Joanna Helander har fått ett antal stipendier, inklusive långtidsstipendium från Konstnärsnämnden.
2018, femtio år efter Pragvåren, blev Helander inbjuden till Prag för att diskutera händelserna 1968. Samma år utsågs hon till hedersmedborgare i födelsestaden Ruda Śląska.

## Verk

### Böcker
(Böckerna är med svensk text om inte annat nämns.)
- Kobieta – en bok om kvinnor i Polen (Fyra förläggare, 1978, ISBN 91-85246-23-9)
- Munkavlen och Ordet (Maneten Publishing House & Nya Pustervik Kultur AB, 1981, ISBN 91-75760-02-9)
- Gerard K – breven från Polen (Norstedts Publishing House, 1986, ISBN 91-18635-02-4)
- Planeten Fantasmagori (foto: Joanna Helander; dikter: Ryszard Krynicki; texter: Adam Michnik, Stanisław Barańczak; översättning: Bo Persson, Joanna Helander i Göran Tunström, Café Existens Publishing House, 1994, ISBN 91-86054-28-7) (svenska)
- Powroty. Fotografie / Returning. Photographs (utställningskatalog på Galeria Sztuki Współczesnej Biura Wystaw Artystycznych i Katowice; texter: Joanna Helander, Walter Laqueur, Ryszard Krynicki, Stanisław Barańczak, Hans Magnus Enzensberger, Leonard Neuger; Wydawnictwo a5, 1994, ISBN 83-85568-10-7) (polska)(engelska)
- Återkomster (svensk filmkatalog; texter: Joanna Helander och Birgitta Trotzig; Kino Koszyk & Folkets Bio, 1994)
- Om hon från Polen vore här / Gdyby ta Polka była w Szwecji (texter och dikter: Wisława Szymborska, Czesław Miłosz, Werner Aspenström och Tomas Tranströmer; foto: Joanna Helander; Almlöfs Förlag, 1999, ISBN 91-88712-07-9, polsk utgåva: Społeczny Instytut Wydawniczy Znak, 1999, ISBN 83-7006-962-2) +(polska)
- Podróże po Polsce i innym świecie. Fotografie / Journeys in Poland and Another World. Photographs (Centrum Kultury Żydowskiej, texter: Ida Fink, Walter Laqueur; dikter: Ryszard Krynicki, Ewa Kuryluk, Judith Herzberg samt Nelly Sachs; Fundacja Judaica, 1999, ISBN 83-907715-5-1) (polska)(engelska)
- Spår av tid (texter: Joanna Helander, Paweł Huelle, Mikael Kihlman, Jacek Szewczyk, Örjan Wikström, Adam Zagajewski i Czesław Miłosz; Almlöfs Förlag, 2000, ISBN 91-88712-11-7)
- Ängeln på min gård / Anioł z mojego podwórka (Kino Koszyk Publishing med Ars Cameralis, Katowice, 2003, ISBN 91-63145-25-1) +(polska)
- I hjärtat av Europa (text: Władysław Bartoszewski; foto: Joanna Helander; Bokförlaget Atlas, 2007, ISBN 978-91-73892-11-7)
- Wygnani do raju (bok kring den polska emigrationen till Sverige 1968; text: Krystyna Naszkowska; Wydawnictwo Agora, 2017, ISBN 978-83-268-2474-6) (polska)
- Photobloc – Central Europe in Photobooks (utställningskatalog; Miedzynarodowe Centrum Kultury, Kraków, 2019, ISBN 978-83-66 419-00-1) (engelska)
- An Unknown Station (foton av Helander och Arkadiusz Gola; dikter av Ryszard Krynicki, 2019, förlag Library Station, Ruda, ISBN 978-83-951244-2-6) (engelska)(polska)
- Ladies Looking / Baby Patrzą (fotobok med texter av Iwona Kurz och Niclas Östlind; Fundacja Kultura Obrazu, Katowice, 2019, ISBN 978-83-940993-1-2) (engelska)(polska)

### Filmer
- Pocztówki z podziemia (1981)
- Niech żyje Polska (1981)
- Teater Åttonde dagen / Eighth day Theatre / Teatr Ósmego Dnia (1992), 79 minuter[36][37]
- Återkomster / Returning / Powroty (1994), 40 minuter[38]
- Tvillingarna från Kraków / The Twins from Kraków / Bliźniaczki z Krakowa (1994), 40 minuter[39]
- Babcia
- Kto jest dobrym ojcem? / Vem är en god far?
- Opowieść o Gerardzie K.
- Walc z Miłoszem / Walz with Milosz / Vals med Milosz (2011), 37 minuter[40]
- Zaklinacz deszczu (2011), 9 minuter, med Juliana Kornhauser
- If She from Poland Was Here / Gdyby ta Polka była z nami, 10 minuter (visning på MOCAK-u), The Nobel Museum Stockholm, etc
- Wieczorem patrzą na księżyc / Watching the Moon at Night (2016)
- Światy Zbyluta (kommande produktion)